# 日本の農業に関する資格一覧
日本の農業に関する資格一覧（にほんののうぎょうにかんするしかくいちらん）は、日本国内で実施されている、農業・林業・水産業に関する資格試験の名称を一覧としたものである。

## 国家資格
- 【教育職員免許法】
  - 高等学校教員（農業）（農業実習）
- 【技術士法】
  - 技術士総合技術監理部門
  - 技術士農業部門
  - 技術士森林部門
  - 技術士水産部門
- 【職業能力開発促進法】
  - 職業訓練指導員 (農業機械科)
  - 農業機械整備技能士
- 【労働安全衛生法】
  - 林業架線作業主任者
  - 機械集材装置運転者
  - 木材加工用機械作業主任者
  - 立木の伐木作業者
  - チェーンソー作業者
- 【土地改良法】
  - 土地改良換地士
- 【食品衛生法】
  - 食品衛生監視員
  - 食品衛生管理者
- 【農業改良助長法】
  - 普及指導員
- 【森林法】
  - 林業普及指導員（林業一般区分の資格者）
  - 森林総合監理士（林業普及指導員のうち「地域森林総合監理区分」の資格者）
- 【水産業改良普及事業推進要綱】
  - 水産業普及指導員
- 【農業協同組合法】
  - 農業協同組合監査士
- 【森林組合法】
  - 森林組合監査士
- 【水産業協同組合法】
  - 水産業協同組合監査士

## 公的資格
- 農業機械士（都道府県知事）
- 農薬管理指導士（都道府県知事）

## 民間資格
- 日本農業検定（全国農協観光協会）
- 日本農業技術検定（全国農業会議所）
- 農業簿記検定（日本ビジネス技能検定協会）
- 美味安全野菜栽培士（日本園芸協会）
- 野菜ソムリエ（日本野菜ソムリエ協会）
- 水田環境鑑定士（米・食味鑑定士協会）
- バイオ技術者認定試験（日本バイオ技術教育学会）
- シビルコンサルティングマネージャ（建設コンサルタンツ協会）
- 農業土木技術管理士（土地改良測量設計技術協会）
- 土地改良補償業務管理者（土地改良測量設計技術協会）
- 土地改良専門技術者（全国土地改良事業団体連合会）
- 畑地かんがい技士（畑地農業振興会）
- 農業集落排水計画設計士（地域環境資源センター）
- 農業水利施設機能総合診断士（農業土木事業協会）
- 農業水利施設補修工事品質管理士（農業土木事業協会）
- 林業技士（日本森林技術協会）
- 樹木医、樹木医補（日本緑化センター）
- 森林管理士（日本樹木育成研究会）
- 森林情報士（日本森林技術協会）
- 森林セラピスト（森林セラピーソサエティ）
- 森林セラピーガイド（森林セラピーソサエティ）
- 木材接着士（日本木材加工技術協会）
- 木材乾燥士（日本木材加工技術協会）
- 木材切削士（日本木材加工技術協会）
- 水産工学技士（水産土木建設技術センター）

## 参考
- 森林・林業・木材産業に関わる様々な資格と有資格者数　（csvファイル）　林野庁